# Чемпіонат Європи з хокею із шайбою 1993 (жінки)
Чемпіонат Європи з хокею із шайбою серед жінок 1993 — третій чемпіонат Європи з хокею із шайбою під егідою Міжнародної федерації хокею із шайбою (ІІХФ), який відбувався з 24 по 27 березня 1993 року у Данії. Матчі проходили у місті Есб'єрг.

## Чемпіонат Європи Група А

### Учасники чемпіонату
- Данія
- Фінляндія
- Німеччина
- Норвегія
- Швейцарія
- Швеція

За регламентом змагань збірні грають по одному матчу між собою у двох групах. Далі в плей-оф збірна з однієї групи грає проти збірної з іншої групи яка зайняла такуж саму позицію, тобто переможці груп грали за золоті нагороди чемпіонату, 2-і місця за бронзові, треті місця за п'яте місце.

### Попередній раунд

#### Група A
| Збірна    | М | В | Н | П | Ш    | О | Фінляндія | Норвегія | Швейцарія |
| --------- | - | - | - | - | ---- | - | --------- | -------- | --------- |
| Фінляндія | 2 | 2 | 0 | 0 | 25–4 | 4 |           | 8–3      | 17–1      |
| Норвегія  | 2 | 1 | 0 | 1 | 8–10 | 2 | 3-8       |          | 5–2       |
| Швейцарія | 2 | 0 | 0 | 2 | 3–22 | 0 | 1-17      | 2-5      |           |

#### Група В
| Збірна    | М | В | Н | П | Ш    | О | Швеція | Німеччина | Данія |
| --------- | - | - | - | - | ---- | - | ------ | --------- | ----- |
| Швеція    | 2 | 2 | 0 | 0 | 16–3 | 4 |        | 10–3      | 6–0   |
| Німеччина | 2 | 1 | 0 | 1 | 9–14 | 2 | 3-10   |           | 6–4   |
| Данія     | 2 | 0 | 0 | 2 | 4–12 | 0 | 0-6    | 4-6       |       |

### Фінальний раунд
Фінал
|  |  | Фінляндія | – | Швеція |  | 8–2 (3–2, 3–0, 2–0) |

Матч за 3-є місце
|  |  | Норвегія | – | Німеччина |  | 6-3 (1–1, 3–1, 2–1) |

Матч за 5-е місце
|  |  | Данія | – | Швейцарія |  | 1-4 (0–0, 1–3, 0–1) |

### Найкращі гравці чемпіонату Європи
Найкращими гравцями були обрані:
Воротар  Анніка Ален
Захисник  Пяйві Галонен
Нападник  Ганна Теріокі
Найкращим бомбардиром стала фінка Ганна Теріокі — 12 очок (9 + 3).

## Чемпіонат Європи Група В
| Збірна          | М | В | Н | П | Ш    | О | Латвія | Чехія | Франція | Велика Британія | Україна |
| --------------- | - | - | - | - | ---- | - | ------ | ----- | ------- | --------------- | ------- |
| Латвія          | 4 | 3 | 0 | 1 | 10–5 | 6 |        | 3–1   | 4–3     | 3-0             | 0-1     |
| Чехія           | 4 | 2 | 1 | 1 | 8–6  | 5 | 1-3    |       | 3–2     | 1-1             | 3-0     |
| Франція         | 4 | 2 | 0 | 2 | 13–9 | 4 | 3-4    | 2-3   |         | 7-2             | 1-0     |
| Велика Британія | 4 | 1 | 1 | 2 | 4–11 | 3 | 0-3    | 1-1   | 2-7     |                 | 1-0     |
| Україна         | 4 | 1 | 0 | 3 | 1–5  | 2 | 1-0    | 0-3   | 0-1     | 0-1             |         |

## Підсумкова таблиця
| М.  | Збірна          | Примітки                                           |
| --- | --------------- | -------------------------------------------------- |
| 1.  | Фінляндія       | Кваліфікувались на чемпіонат світу 1994 року       |
| 2.  | Швеція          | Кваліфікувались на чемпіонат світу 1994 року       |
| 3.  | Норвегія        | Кваліфікувались на чемпіонат світу 1994 року       |
| 4.  | Німеччина       | Кваліфікувались на чемпіонат світу 1994 року       |
| 5.  | Швейцарія       | Кваліфікувались на чемпіонат світу 1994 року       |
| 6.  | Данія           | Вилітіли до Групи В чемпіонату Європи 1995 року    |
| 7.  | Латвія          | Підвищились до Групи А чемпіонату Європи 1995 року |
| 8.  | Чехія           |                                                    |
| 9.  | Франція         |                                                    |
| 10. | Велика Британія |                                                    |
| 11. | Україна         |                                                    |